# مايك مكنمارا
مايك مكنمارا (بالإنجليزية: Mike McNamara)‏ هو لاعب هوكي الجليد أمريكي، ولد في 28 مارس 1949 في مونتريال في كندا.

## وصلات خارجية
- مايك مكنمارا على موقع EliteProspects.com (الإنجليزية)
- مايك مكنمارا على موقع Eurohockey.com (الإنجليزية)
- مايك مكنمارا على موقع HockeyDB.com (الإنجليزية)